# Hemipatagus
Hemipatagus is een geslacht van uitgestorven zee-egels uit de familie Loveniidae.

## Soorten
- Hemipatagus bandaensis Martin, 1937 †
- Hemipatagus cartagensis Sánchez Roig, 1949 †